# جسغين (إبراهيم أباد)
جسغین (بالفارسية: چسگین) هي مستوطنة تقع في إيران في قسم ابراهیم أباد الريفي. يقدر عدد سكانها بـ 480 نسمة .